# Gypona melanocephala
Gypona melanocephala är en insektsart som beskrevs av Spångberg 1881. Gypona melanocephala ingår i släktet Gypona och familjen dvärgstritar. Inga underarter finns listade i Catalogue of Life.